# El puñao de rosas
El puñao de rosas es una "zarzuela de costumbres andaluzas" en un acto (género chico) y 3 cuadros, con música de Ruperto Chapí y libreto de Carlos Arniches y Ramón Asensio Más. Se estrenó el 30 de octubre de 1902 en el Teatro Apolo de Madrid. 

## Personajes
| Personaje                                           | Tesitura                           | Reparto del estreno, 30 de octubre de 1902     |
| --------------------------------------------------- | ---------------------------------- | ---------------------------------------------- |
| Rosario, hija del capataz                           | soprano                            | Isabel Brú                                     |
| Carmen, prima de Rosario                            | tiple cómica                       | María López Martínez                           |
| Una gitana, que echa la buenaventura                | soprano                            | Carmen Calvo                                   |
| Pepe, señorito del cortijo                          | barítono                           | Juan Reforzo                                   |
| Tarugo, enamorado de Rosario                        | barítono                           | Bonifacio Pinedo                               |
| Señor Juan, capataz del cortijo y padre del Rosario | actor cantante                     | José Mesejo                                    |
| José Antonio, hermano de Tarugo                     | actor cantante                     | José Luiz Ontiveros                            |
| Los tres cazadores                                  | tres tenores, dos de ellos cómicos | Vicente Carrión, Isidro Soler y Melchor Ramiro |
| Un arriero                                          | tenor                              |                                                |